# Kerékpározás a 2017. évi nyári európai ifjúsági olimpiai fesztiválon
A 2017. évi nyári európai ifjúsági olimpiai fesztivál kerékpáros versenyszámait Győrben, július 25. és 27. között bonyolították le. A versenyek helyszíne az M85 gyorsforgalmi út lezárt szakasza, a versenyközpont pedig a győri Városház tér volt.

## Összesített éremtáblázat
| A 2017. évi nyári európai ifjúsági olimpiai fesztivál összesített éremtáblázata országúti kerékpározásban | A 2017. évi nyári európai ifjúsági olimpiai fesztivál összesített éremtáblázata országúti kerékpározásban | A 2017. évi nyári európai ifjúsági olimpiai fesztivál összesített éremtáblázata országúti kerékpározásban | A 2017. évi nyári európai ifjúsági olimpiai fesztivál összesített éremtáblázata országúti kerékpározásban | A 2017. évi nyári európai ifjúsági olimpiai fesztivál összesített éremtáblázata országúti kerékpározásban | Olimpia  |
| --- | --- | --- | --- | --- | -------- |
| | Ország | Arany | Ezüst | Bronz | Összesen |
| 1. | | 0 | 0 | 0 | 0        |
| | | | | |          |
| Összesen                                                                                                  | Összesen                                                                                                  | 4 | 4 | 4 | 12       |

## Eseménynaptár
| D | Döntő |

| Férfi         |  |  |   |   |  |  |   |   |  |  |  |  |
| Mezőnyverseny |  |  |   |   |  |  | D | D |  |  |  |  |
| Időfutam      |  |  | D | D |  |  |   |   |  |  |  |  |
| Női           |  |  |   |   |  |  |   |   |  |  |  |  |
| Mezőnyverseny |  |  |   |   |  |  | D | D |  |  |  |  |
| Időfutam      |  |  | D | D |  |  |   |   |  |  |  |  |

## Érmesek

### Férfi
| A 2017. évi nyári európai ifjúsági olimpiai fesztivál érmesei férfi országúti kerékpározásban |       |       |       |
| Versenyszám                                                                                   | Arany | Ezüst | Bronz |
| Mezőnyverseny (23,7 km)                                                                       |       |       |       |
| Időfutam (9,6 km)                                                                             |       |       |       |

### Női
| A 2017. évi nyári európai ifjúsági olimpiai fesztivál érmesei női országúti kerékpározásban |       |       |       |
| Versenyszám                                                                                 | Arany | Ezüst | Bronz |
| Mezőnyverseny (23,7 km)                                                                     |       |       |       |
| Időfutam (9,6 km)                                                                           |       |       |       |